# Río Tozo
El río Tozo es un curso de agua del interior de la península ibérica, afluente del Almonte. Discurre hacia el oeste por la provincia española de Cáceres.

## Descripción
Discurre por la provincia de Cáceres. Nace cerca de la localidad de Torrecillas de la Tiesa y discurre en dirección este-oeste hasta desembocar en el río Almonte, tras aproximadamente 28 km de curso ( 5 leguas).Aparece descrito en el decimoquinto volumen del Diccionario geográfico-estadístico-histórico de España y sus posesiones de Ultramar de Pascual Madoz de la siguiente manera:

TOZO: r. en la prov. de Cáceres, part. jud. de Trujillo: nace en la deh. de Cañadafria, térm. de esta c. y á 1. leg. del pueblo de Torrecillas: corre en direccion oblicua de E. á O., apartado de las pobl. y por vegas de tierra arenisca, y se incorpora con el ‘’Almonte’’ en el sitio del Azuquen de Villavieja ó Villeta, despues de 5 leg. de curso. Se seca en el estio, aunque siempre le quedan algunos charcos, pero es vadeable aun en invierno, de piso firme y con pocas piedras.
(Madoz, 1849, p. 124)

Pertenece a la cuenca hidrográfica del Tajo y sus aguas acaban vertidas en el océano Atlántico. 